# Власи у Србији
Власи у Србији (влаш. Румйњи/Власи/Влахи), романофона су етничка заједница, коју чине етнички Власи у Србији. Етнички Власи у Србији говоре влашким језиком, који припада групи источнороманских језика. Велика већина такође говори и српским језиком, који је и службени језик влашке заједнице и Националног савета Влаха у Србији. Власи су углавном двојезични (билингвални).
Историјски развој влашке заједнице и њено материјално и духовно наслеђе, вековима сакупљано и сачувано до данас, указује на то да глобализација и савремени модели културе још увек нису толико моћни да разоре традиционалне вредности које се преносе с генерације на генерацију унутар влашких породица.

## Географска дистрибуција Влаха
Део између четири реке: Велике Мораве на западу, Тимока на истоку, Дунава на северу и Црног Тимока на југу, насељавале су прве генерације Влаха У геоморфолошком смислу, ово подручје Источне Србије припада завршецима јужног огранка Карпатских планина, које се у великом луку пружају од Братиславе у Словачкој, преко Чешке, Пољске, Украјине и Румуније, до Србије, где се на превоју Честобродице везују са Балканским планинама. У Србији Карпате сече река Дунав, са живописном Ђердапском клисуром. Овај горостасни планински ланац потом прелази у питоме низије, остављајући за собом планинске блокове Мироча, Дели Јована, Хомоља, Бељанице и Кучаја. У котлинама и клисурама између њих теку Поречка река, Ресава, Млава и Пек; чији сливови нису само засебне хидрографске целине, већ и специфична етнографска подручја.
Неколико таквих подручја, које насељавају Власи чине још и равнице Звижд, Стиг и Браничево на западу, и Неготинска Крајина и Кључ на истоку. Већи градови источне Србије насељена Власима су Пожаревац, Мајданпек, Неготин, Зајечар, Бор и Ћуприја.
Данас, Власи у Србији углавном живе на подручју између Велике Мораве, Тимока и Дунава на територији четири управна округа: Борском, Браничевском, Зајечарском и Поморавском. У мањем броју насељавају и Подунавски, Нишавски и Расински округ.

## Историја
Основу за данашњу етичку слику источне Србије формирају етно-историјски, политички и економски фактори с краја 17. и почетка 18. века. Преломни је тренутак била Велика сеоба Срба под Арсенијем Чарнојевићем 1690. године која је готово испразнила ондашњу Србију. Преци данашњих Влаха били су у то време обесправљени сељаци под стегом бојара у романским кнежевинама северно од Дунава, Влашкој и Молдавији, или под влашћу Аустрије и Угарске на подручју Баната и Трансилваније, док се један део њих налазио у сличном положају у Бесарабији или Добруџи.
Историјски подаци говоре о хиљадама сељака који напуштају ове области и беже преко Дунава на југ, у област између Мораве и Тимока, посебно током фанариотског режима који је у двема романским кнежевинама владао више од једног века (1711—1821). Сама Србија је била демографски толико опустошена да је пред Пожаревачки мир (1718) имала једва 4.000 становника, и то заједно са Београдом.
Досељавање Влаха са севера плански је подстицала и аустријска власт, чијој је администрацији, са седиштем у Темишвару, после Пожаревачког мира припао део карпатске Србије. Према историјским изворима, аустријски државници имали су задатак да од задобијених земаља нарочито од Србије, створе не само један извор више за војничку и финансијску снагу Хабзбуршке монархије, већ земље у којима ће нови ред и народ, потпуно задовољан новом владавином, бити привлачна сила за остале хришћане у Турској. Командант Темишварске администрације, гроф Клаудије Мерси, лично обилази групе банатских Влаха које је Администрација преселила у Србију 1721. и 1722. године, брине о њиховом распореду на простору између Тимока и Кучајне, и подстиче их да наставе сами да раде на довођењу својих рођака с подручја Баната.
Привучени том политиком, с југа, из крајева под Османлијама, долазе Срби такође у таласима, од којих је нарочито значајан онај из 1737. године, јер га је предводио тадашњи српски патријарх Арсеније IV. Аустријска власт је прихватила пристигло српско становништво и населила га у делу Црне Реке који је био под њеном управом. Сем унутрашњих миграција, међусобних мешања и претапања, никаквих других етничких потреса овде касније није било, ако се изузму буне, устанци и ослободилачки ратови, кроз које су Власи и Срби пролазили заједно, раме уз раме. Када на подручју данашње Румуније почиње формирање румунске националне свести у 18. и 19. веку, предака данашњих Влаха тамо није било.

## Религија
Православна Црква је пратила своје вернике, и Србе и Влахе, и то са службом на њиховим језицима (на влашком понегде до средине 19. века), али њен богословни ниво био је на најнижем нивоу од кад је ова црква настала. Такво стање је потрајало и након одласка Османлија. Ова дуготрајна слабост Цркве свакако је један од узрока.
У том смислу велики је изазов за науку да одговори на питање не само о генези и стратумима поманског (загробног) комплекса влашке културе, већ и како је све то успело да се одржи готово нетакнуто од најстаријих времена до данашњих дана.
| „ | Власи јесу хришћани, али Црква је тек овлаш, више преко фолклора, утицала на сеоске представе о загробном свету, јер Црква не говори језиком Влаха, нити су Власи разумели њен словенски говор. Чини се ипак да је пресудно то што о култу мртвих брину жене: оне су у томе неприкосновене, и грешан је свако ко не да да обред буде онакав каквог су га оне примиле од мајки и бака, или научиле од мудрих старица у своме селу. | ” |

У погледу конфесије, данас Власи традиционално припадају православној вероисповести.

## Традиција и култура
Ритуално и свакодневно влашко јело - Жмаре, које се припрема од овчијег меса, празилука и кукурузног брашна, једно је од најстаријих икада записаних и карактеристично је јер се припрема само у селима на подручју Хомољских планина.. Верује се да је рецепт стар око 300 година. Зато је 2017. године кување жмара уврштено у Национални регистар нематеријалног културног наслеђа Србије.

## Етнографске групе Влаха
Власи се деле на више етнографских група, међу којима су три основне:
- Царани, на истоку, око Кладова, Неготина и Зајечара,
- Унгурјани на западу у Хомољу, Звижду, Стигу, Браничеву, Млави, Ресави и околини Ћуприје, и
- Мунћани у средини, насељавају сливове Поречке и Црне Реке.

Засебну групу Влаха чине Буфани у Мајданпеку.
Царани воде порекло из Влашке, док Унгурјани воде порекло из крајева који су били под влашћу Угарске. Унгурјани су најбројнији и чине готово половину Влаха (око 47%), проценат Царана је око 33%, а Мунћана око 20%.

### Порекло у Поморављу и Тимочка Крајина
Током средњег века, Браничевци су постали део Прве бугарске државе. Дубровачка повеља потврђује да је то подручје било у границама Друге бугарске државе.
Након што су Дрман и Куделин поражени, ово земљиште је било у власништву Драгутина и Милутина. Тада је део Душанова царства и са имања Лазаревићи и Бранковићи. Од 1459. године земља је била под османском влашћу.
Власи у средњовековној Србији су социјална категорија или класа. Све до Карловачког мира нема података о присутности Влаха у оба подручја.
Почетком 17. века кодификован је тзв. влашки статут дуж Војне границе.  Које се границе у 17. веку налазе далеко на западу и северу. Влашки закон (уобичајен) у статусу Влаха. 
Све до средине 17. вијека или до чувеног побуна сејмена и домобрана, нема назнака постојања тзв. Влашки језик. Влашки језици користе се у Влашкој и Молдавији, што су књижевни стандарди на средњобугарском језику.
Први писани документ на румунском језику је чувено Брашовско писмо. Међутим, постоје озбиљне сумње да је то криптографија (мистерија). Према једној верзији стварања модерног румунског (влашког) језика и одвајања пастира у етно-групу, овај процес је усмеравала католичка пропаганда у 17. веку, што је било посебно снажно у Ердељу после Житванског мира и Ужгородске уније. Крајем 17. века објављена је Кантакузинова Библија како би ојачала католички утицај у Влашкој и Молдавији и створила потребне услове за хабзбуршко савладавање две кнежевине. Захваљујући Пожаревачким миру, Олтенија је дата Светом римском царству.
Северински банат, који је био у директној вези преко Ђердапске клисуре са Тимочкем Крајином и Поморавијом (Хабзбуршка Србија), био је под Хабзбуршком влашћу у периоду 1718—1739.
Претходна ситуација, тј. статут Олтеније враћен је Београдским миром.

## Језик
Влашки језик језик је матерњи језик Влаха и представља скуп источно-романских језика са више дијалеката. Власима су по језику сродни Румуни и Молдавци, који говоре дако-романским језицима.
По правилу, Власи говоре и језиком становништва у чијој се средини налазе. Као мањинска заједница, они немају школе на влашком језику, већ тим језиком говоре у кругу породице,
те су се на овим просторима развили сви облици усменог фолклора.
Према декларацији Националног савета влашке националне мањине у Републици Србији, језик којим говоре Власи је довољно специфичан да се сматра матерњим језиком Влаха., а то се истиче, јер је спорно коришћење румунског националног имена од стране појединих румунских кругова, за језике којим говоре Власи и Молдавци. Лингвистичка сродност влашког, молдавског и румунског језика није спорна, јер они и припадају истој језичкој групи.
Списак општина и градова у којима има више од 200 говорника влашког језика према попису из 2011. године.
| Општина/Град      | Становништво попис 2011. | Влашки језик | Удео   |
| ----------------- | ------------------------ | ------------ | ------ |
| Бор               | 48.615                   | 5.803        | 11,94% |
| Петровац на Млави | 31.259                   | 5.540        | 17,72% |
| Кучево            | 15.516                   | 4.664        | 30,06% |
| Неготин           | 37.056                   | 7.231        | 19,51% |
| Бољевац           | 12.994                   | 3.003        | 23,11% |
| Зајечар           | 59.461                   | 3.177        | 5,34%  |
| Жагубица          | 12.737                   | 2.823        | 22,16% |
| Мајданпек         | 18.686                   | 2.736        | 14,64% |
| Кладово           | 20.635                   | 1.615        | 7,83%  |
| Ћуприја           | 30.645                   | 1.224        | 3,99%  |
| Деспотовац        | 23.191                   | 798          | 3,44%  |
| Мало Црниће       | 11.458                   | 751          | 6,55%  |
| Жабари            | 11.380                   | 553          | 4,86%  |
| Голубац           | 8.331                    | 917          | 11,01% |
| Велико Градиште   | 17.610                   | 659          | 3,74%  |
| Свилајнац         | 23.551                   | 395          | 1,68%  |
| Јагодина          | 71.852                   | 231          | 0,32%  |

## Бројност влашке популације
Тачан број Влаха се, иначе, не може сазнати путем уобичајених пописа. Власи су у Србији временом постали флотантна маса двојног идентитета, која се на пописима најчешће изјашњава за Србе, стављајући тако у први план геополитичку припадност, односно држављанство, у односу на етничко порекло и националност. Данашњи број Влаха може се израчунати приближно, на основу разних демографских и етнографских параметара (на пример, само број становника у чисто влашким селима износи 120.000!). Рачунајући и мешовита села, варошко становништво и дијаспору, долази се до цифре од најмање 200.000 српских држављана који могу бити потомци влашких досељеника из прве половине 18. века, али и нешто каснијих времена, јер се процес досељавања продужио и кроз наредни век.
Према подацима са последњег пописа становништва из 2022. године, у Србији је било 21.013 Влаха што је за 14.317 мање (-40,52%) у односу на податке пописа из 2011. када је било 35.330 Влаха. У Бугарској, према попису из 2011. године, живи преко 3.600 Влаха и Цинцара. Власи живе у северозападном делу, док Цинцари живе у југозападном делу земље.

### Власи по општинама и градовима
У следећој табели приказане су општине и градови које су имале више од 100 Влаха према последњем попису из 2022. године.
| Општина/град      | Попис 2011. | Попис 2011. | Попис 2022. | Попис 2022. |
| Општина/град      | Бројност    | Удео        | Бројност    | Удео        |
| ----------------- | ----------- | ----------- | ----------- | ----------- |
| Бор               | 6.701       | 13,78%      | 4.483       | 10,98%      |
| Петровац на Млави | 4.609       | 14,74%      | 2.882       | 11,13%      |
| Кучево            | 3.921       | 25,27%      | 1.942       | 16,45%      |
| Неготин           | 3.382       | 9,13%       | 1.763       | 6,24%       |
| Бољевац           | 3.356       | 25,83%      | 1.634       | 16,04%      |
| Жагубица          | 2.811       | 22,07%      | 1.504       | 15,49%      |
| Зајечар           | 2.856       | 4,80%       | 1.476       | 3,08%       |
| Мајданпек         | 2.442       | 13,07%      | 1.457       | 10,01%      |
| Пожаревац         | 177         | 0,23%       | 522         | 0,76%       |
| Кладово           | 788         | 3,82%       | 487         | 2,79%       |
| Велико Градиште   | 382         | 2,17%       | 432         | 2,80%       |
| Ћуприја           | 782         | 2,55%       | 380         | 1,50%       |
| Београд           | 182         | 0,01%       | 336         | 0,02%       |
| Голубац           | 424         | 5,09%       | 323         | 4,89%       |
| Мало Црниће       | 475         | 4,15%       | 251         | 2,79%       |
| Деспотовац        | 687         | 2,96%       | 191         | 1,04%       |
| Жабари            | 433         | 3,80%       | 184         | 1,99%       |
| Јагодина          | 136         | 0,19%       | 118         | 0,18%       |
| Свилајнац         | 280         | 1,19%       | 100         | 0,50%       |

### Влашка насеља
Према последњем попису из 2022. године, Власи су чинили већину становништва у 15 насеља (у 8 апсолутну, а у 7 релативну). Од 15 влашких насеља, 8 се налази у Браничевском округу, 5 у Борском округу и по једно у Зајечарском и Поморавском округу.
| Насеље      | Општина/град      | Бр. ст. (2022) | Власи | Удео   |
| ----------- | ----------------- | -------------- | ----- | ------ |
| Манастирица | Петровац на Млави | 499            | 320   | 64,13% |
| Бусур       | Петровац на Млави | 815            | 514   | 63,07% |
| Бродица     | Кучево            | 259            | 149   | 57,53% |
| Горњане     | Бор               | 731            | 420   | 57,46% |
| Кладурово   | Петровац на Млави | 317            | 170   | 53,63% |
| Кривача     | Голубац           | 257            | 137   | 53,31% |
| Осаница     | Жагубица          | 882            | 448   | 50,79% |
| Лука        | Бор               | 430            | 216   | 50,23% |
| Старчево    | Петровац на Млави | 331            | 159   | 48,04% |
| Бељајка     | Деспотовац        | 180            | 86    | 47,78% |
| Мелница     | Петровац на Млави | 630            | 296   | 46,98% |
| Влаоле      | Мајданпек         | 444            | 204   | 45,95% |
| Лесково     | Мајданпек         | 185            | 85    | 45,95% |
| Дубочане    | Зајечар           | 289            | 132   | 45,67% |
| Дебели Луг  | Мајданпек         | 326            | 145   | 44,48% |

Према попису из 2002. године Власи су чинили већину становништва у 43 насеља (у 34 апсолутну, а у 9 релативну већину). По општинама и градовима број насеља са већинским влашким становништвом је следећи: општина Бољевац 4, град Бор 9, општина Голубац 2, општина Жагубица 5, град Зајечар 4, општина Кучево 7, општина Мајданпек 2, општина Неготин 2, општина Петровац на Млави 6 и општина Ћуприја 2 насеља.
| Насеље        | Општина/град      | Бр. ст. (2002) | Власи | Удео   |
| ------------- | ----------------- | -------------- | ----- | ------ |
| Медвеђица     | Жагубица          | 44             | 42    | 95,45% |
| Кривача       | Голубац           | 429            | 368   | 85,78% |
| Буковска      | Кучево            | 503            | 420   | 83,50% |
| Бучје         | Бор               | 666            | 555   | 83,33% |
| Горњане       | Бор               | 1.114          | 905   | 81,24% |
| Дубочане      | Зајечар           | 455            | 368   | 80,88% |
| Ракова Бара   | Кучево            | 464            | 360   | 77,59% |
| Метовница     | Бор               | 1.331          | 977   | 73,40% |
| Мустапић      | Кучево            | 740            | 512   | 69,19% |
| Бигреница     | Ћуприја           | 979            | 677   | 69,15% |
| Раденка       | Кучево            | 803            | 555   | 69,12% |
| Манастирица   | Петровац на Млави | 748            | 516   | 68,98% |
| Мала Јасикова | Зајечар           | 332            | 229   | 68,98% |
| Вуковић       | Кучево            | 301            | 207   | 68,77% |
| Влаоле        | Мајданпек         | 767            | 521   | 67,93% |
| Сиге          | Жагубица          | 704            | 462   | 65,63% |
| Шипиково      | Зајечар           | 511            | 335   | 65,56% |
| Валакоње      | Бољевац           | 1.378          | 881   | 63,93% |
| Лазница       | Жагубица          | 2.063          | 1.308 | 63,40% |
| Кладурово     | Петровац на Млави | 476            | 300   | 63,03% |
| Оснић         | Бољевац           | 1.340          | 826   | 61,64% |
| Топла         | Бор               | 100            | 61    | 61,00% |
| Лука          | Бор               | 612            | 373   | 60,95% |
| Старчево      | Петровац на Млави | 585            | 350   | 59,83% |
| Двориште      | Голубац           | 305            | 181   | 59,34% |
| Кривељ        | Бор               | 1.316          | 779   | 59,19% |
| Осаница       | Жагубица          | 1.187          | 671   | 56,53% |
| Исаково       | Ћуприја           | 646            | 361   | 55,88% |
| Ковилово      | Неготин           | 411            | 227   | 55,23% |
| Танда         | Бор               | 350            | 185   | 52,86% |
| Подгорац      | Бољевац           | 2.218          | 1.157 | 52,16% |
| Брезница      | Жагубица          | 211            | 110   | 52,13% |
| Шарбановац    | Бор               | 1.836          | 953   | 51,91% |
| Бачевица      | Бољевац           | 409            | 208   | 50,86% |
| Нересница     | Кучево            | 2.365          | 1.175 | 49,68% |
| Јасиково      | Мајданпек         | 717            | 349   | 48,68% |
| Александровац | Неготин           | 588            | 283   | 48,13% |
| Глоговица     | Зајечар           | 484            | 232   | 47,93% |
| Бусур         | Петровац на Млави | 1.171          | 553   | 47,22% |
| Бродица       | Кучево            | 468            | 213   | 45,51% |
| Витовница     | Петровац на Млави | 167            | 76    | 45,51% |
| Мелница       | Петровац на Млави | 924            | 419   | 45,35% |
| Слатина       | Бор               | 921            | 366   | 39,74% |

У следећој табели приказана су насеља у којима Власи чине значајан удео у укупном становништву (преко 10%), али не представљају већинско становништво:
| Насеље           | Општина/град      | Бр. ст. (2002) | Власи | Удео   |
| ---------------- | ----------------- | -------------- | ----- | ------ |
| Савинац          | Бољевац           | 365            | 161   | 44,11% |
| Шевица           | Кучево            | 809            | 349   | 43,14% |
| Злот             | Бор               | 3.757          | 1.600 | 42,59% |
| Селиште          | Жагубица          | 453            | 189   | 41,72% |
| Лесково          | Мајданпек         | 431            | 178   | 41,30% |
| Волуја           | Кучево            | 1.123          | 429   | 38,20% |
| Љешница          | Кучево            | 236            | 90    | 38,14% |
| Благојев Камен   | Кучево            | 38             | 14    | 36,84% |
| Снеготин         | Голубац           | 201            | 73    | 36,32% |
| Добро Поље       | Бољевац           | 415            | 150   | 36,14% |
| Јасеново         | Деспотовац        | 882            | 317   | 35,94% |
| Велика Јасикова  | Зајечар           | 998            | 356   | 35,67% |
| Лубница          | Зајечар           | 1.052          | 374   | 35,55% |
| Каона            | Кучево            | 712            | 245   | 34,41% |
| Оштрељ           | Бор               | 654            | 219   | 33,49% |
| Малајница        | Неготин           | 683            | 225   | 32,94% |
| Уровица          | Неготин           | 1.191          | 384   | 32,24% |
| Кобиље           | Мало Црниће       | 930            | 296   | 31,83% |
| Рашанац          | Петровац на Млави | 815            | 247   | 30,31% |
| Слатина          | Неготин           | 479            | 143   | 29,85% |
| Дубочка          | Петровац на Млави | 582            | 171   | 29,38% |
| Рановац          | Петровац на Млави | 1.779          | 513   | 28,84% |
| Дебели Луг       | Мајданпек         | 458            | 131   | 28,60% |
| Црнајка          | Мајданпек         | 1.099          | 312   | 28,39% |
| Рудна Глава      | Мајданпек         | 2.309          | 636   | 27,54% |
| Батинац          | Ћуприја           | 871            | 236   | 27,10% |
| Градсково        | Зајечар           | 666            | 179   | 26,88% |
| Боговина         | Бољевац           | 1.348          | 362   | 26,85% |
| Сена             | Кучево            | 232            | 61    | 26,29% |
| Житковица        | Голубац           | 142            | 37    | 26,06% |
| Вратна           | Неготин           | 316            | 81    | 25,63% |
| Турија           | Кучево            | 599            | 153   | 25,54% |
| Велики Јасеновац | Зајечар           | 370            | 94    | 25,41% |
| Бељајка          | Деспотовац        | 265            | 67    | 25,28% |
| Кочетин          | Жабари            | 404            | 101   | 25,00% |
| Брестовац        | Бор               | 2.950          | 732   | 24,81% |
| Мали Извор       | Бољевац           | 565            | 140   | 24,78% |
| Церовица         | Кучево            | 381            | 94    | 24,67% |
| Милановац        | Жагубица          | 445            | 108   | 24,27% |
| Мали Јасеновац   | Зајечар           | 284            | 68    | 23,94% |
| Шљивар           | Зајечар           | 329            | 71    | 21,58% |
| Ресавица (село)  | Деспотовац        | 159            | 34    | 21,38% |
| Халово           | Зајечар           | 856            | 169   | 19,74% |
| Плавна           | Неготин           | 953            | 188   | 19,73% |
| Кудреш           | Голубац           | 193            | 37    | 19,17% |
| Кобишница        | Неготин           | 1.355          | 246   | 18,15% |
| Гамзиград        | Зајечар           | 945            | 167   | 17,67% |
| Чешљева Бара     | Велико Градиште   | 489            | 84    | 17,18% |
| Церемошња        | Кучево            | 317            | 53    | 16,72% |
| Душановац        | Неготин           | 882            | 146   | 16,55% |
| Црномасница      | Неготин           | 272            | 45    | 16,54% |
| Стамница         | Петровац на Млави | 1.424          | 220   | 15,45% |
| Брњица           | Голубац           | 391            | 60    | 15,35% |
| Крепољин         | Жагубица          | 1.696          | 260   | 15,33% |
| Забрега          | Мало Црниће       | 247            | 37    | 14,98% |
| Самариновац      | Неготин           | 464            | 68    | 14,66% |
| Српце            | Кучево            | 151            | 22    | 14,57% |
| Миријево         | Жабари            | 474            | 69    | 14,56% |
| Тополница        | Мајданпек         | 1.064          | 153   | 14,38% |
| Јабуковац        | Неготин           | 1.884          | 268   | 14,23% |
| Проштинац        | Свилајнац         | 254            | 34    | 13,39% |
| Тополовник       | Велико Градиште   | 1.098          | 143   | 13,02% |
| Врбница          | Мало Црниће       | 462            | 58    | 12,55% |
| Чокоњар          | Зајечар           | 173            | 21    | 12,14% |
| Витежево         | Жабари            | 863            | 101   | 11,70% |
| Купузиште        | Кладово           | 317            | 37    | 11,67% |
| Николичево       | Зајечар           | 833            | 96    | 11,52% |
| Ждрело           | Петровац на Млави | 756            | 83    | 10,98% |
| Михајловац       | Неготин           | 718            | 77    | 10,72% |
| Бољетин          | Мајданпек         | 672            | 70    | 10,42% |
| Велика Каменица  | Кладово           | 757            | 76    | 10,04% |

## Влашки национални савет
Национални савет влашке националне мањине у Републици Србији има седиште у Петровцу на Млави (првобитно је било у Бору). Тренутни председник националног савета је Новица Јаношевић, председник Општине Кучево од 2014. до 2018. године. На изборима одржаним 2022. године победила је листа "Србија за Влахе" са 99,48 % гласова